# Утопија
Утопија је, у основном значењу појма, место којег нема, које не постоји. Након објављивања књиге Томаса Мора о најбољем уређењу државе, појам утопија је постао синоним за све замисли које истражују могућност идеалног решења, било организације државе, односа међу људима или престанка било каквих сукоба и ратова, али у пракси до сада нису остварене, без обзира на покушаје. Утопија је идеално замишљена земља, заједница са савршеним друштвеним односима где владају благостање и срећа.
Дарко Сувин, канадски теоретичар хрватског порекла, дефинисао је утопију као: ”вербалну конструкцију о одређеној псеудољудској заједници у којој су друштвенополитичке институције, норме и и индивидуални односи организовани по савршенијем принципу него у ауторовом друштву, при чему је та конструкција заснована на очуђавању које проистиче из хипотезе о алтернативној историји.”
Хипотетичке утопије се фокусирају између осталог на једнакост, у категоријама као што су економија, влада и правосуђе, при чему се метод и структура предложене имплементације разликују у зависности од идеологије. Лиман Товер Саргент тврди да је природа утопије инхерентно контрадикторна, јер друштва нису хомогена и имају жеље које се сукобљавају и стога не могу истовремено бити задовољене. 
Постоје социјалистичке, капиталистичке, монархистичке, демократске, анархистичке, еколошке, феминистичке, патријархалне, егалитарне, хијерархијске, расистичке, левичарске, десничарске, реформистичке, слободно љубавне, нуклеарно породичне, проширено породичне, гејске, лезбејске и многе друге утопије [ натуризам, наги хришћани, ...] Утопизам је, тврде неки, од суштинског значаја за побољшање људског стања. Али ако се користи погрешно, постаје опасан. Утопија овде има инхерентну контрадикторну природу.— Лиман Товер Саргент, Утопизам: врло кратак увод (2010)

## Етимологија и историја
Реч утопија сковао је 1516. године из старогрчког Енглез сер Томас Мор за свој латински текст Утопија. Дословно се преводи као „непостојеће место“, долази од грч. οὐ („не“) и τόπος („место“), и означавало је свако непостојеће друштво, када је „описано прилично детаљно“. Међутим, у стандардној употреби, значење речи се променило и сада обично описује непостојеће друштво које треба да се посматра као знатно боље од савременог друштва.
Он је пажљивије у свом оригиналном делу указао на сличност речи са eutopia, што значи „добро место“, од грч. εὖ („у реду” или „добро”) и τόπος („место”), што би наводно био прикладнији термин за концепт у савременом енглеском. Изговори речи eutopia и utopia на енглеском су идентични, што је можда довело до промене значења. Дистопија, термин који значи „лоше место“ скован 1868. године, заснива се на овом последњем значењу. Супротно од утопије, дистопија је концепт који је надмашио утопију у популарности у фикционалној литератури од 1950-их па надаље, углавном због утицаја Џорџа Орвела у Хиљаду деветсто осамдесет четвртој.
Године 1876. писац Шарл Ренувје објавио је роман под називом Јухронија (француски Uchronie). Неологизам, који користи chronos уместо topos, од тада се користи за упућивање на непостојећа идеализована времена у фикцији, као што су Завера против Америке Филипа Рота (2004) и Човек у високом замку Филипа К. Дика (1962).

## Дефиниције и тумачења
Познати писци о утопији:
- „Не постоји ништа као сан за стварање будућности. Утопија данас, крв и месо сутра.” — Виктор Иго
- „Мапа света која не укључује Утопију није вредна ни погледа, јер изоставља једину земљу у коју човечанство увек слеће. И кад човечанство тамо слети, оно погледа напоље и, видећи бољу земљу, заплови. Прогрес је остварење Утопија“. — Оскар Вајлд
- „Утопије су често само преурањене истине. — Алфонс де Ламартин
- „Ниједан од апстрактних појмова није ближи испуњеној утопији од онога о вечном миру. — Теодор Адорно
- „Мислим да у свакој романтичној вези увек постоји део утопије. — Педро Алмодовар
- „Само у нама самима апсолутна светлост наставља да сија, а sigillum falsi et sui, mortis et vitae aeternae [лажни сигнал и сигнал вечног живота и саме смрти], и почиње фантастично кретање ка њој: спољашњем тумачењу дневног сањарења, космичка манипулација концептом који је у принципу утопијски“. — Ернст Блох
- „Када умрем, желим да умрем у утопији коју сам помогао да се изгради. — Хенри Катнер
- „Човек мора да је далеко отишао у утопијским спекулацијама који може озбиљно сумњати да ако би ове [Сједињене] Државе биле или потпуно разједињене, или само уједињене у делимичне конфедерације, поделе у које би могле бити бачене имале честа и насилна надметања једне са другима." — Александар Хамилтон, федералиста број 6.
- „Већина речника повезује утопију са идеалним комонвелтима, које карактеришу као емпиријску реализацију идеалног живота у идеалном друштву. Утопије, посебно социјалне утопије, повезане су са идејом социјалне правде.” — Лукаш Перни[11]

## Социјалисти-утописти
Социјал-утопистичка учења су значајно допринела развоју друштвене мисли. Најизразитији представници су Сен-Симон, Шарл Фурије и Роберт Овен. Њихове претече су Томас Мор (Утопија) и Томазо Кампанела.
Анри Клод Сен-Симон засновао је своје учење на снажној критици капиталистичког друштва. Посебно је критиковао приватну својину и хијерархијску организацију друштва. Будућу организацију је назвао социјалистичком, а његове идеје су ушле у основе Марксове теорије научног социјализма. Његове идеје су пре свега идеја о укидању приватне својине, идеја о укидању државе, идеја о расподели према раду у првој фази, односно према потребама у другој фази социјализма и најзад идеја о томе да производњом треба да управљају они који у њој раде. Он сматра да треба увести науку која ће изучавати друштво у целини и такву науку је назвао социјалном физиологијом. Истовремено, он дефинише метод ове науке као историјски да би се упознала прошлост, са циљем да се предвиди будућност.
Шарл Фурије је заступао сличне идеје као и Сен-Симон. У вези са тим идејама, дошло је до настојања да се оне остваре. Основане су такозване фаланге у којима људи живе удружени као произвођачи и потрошачи, при чему свако ради оно за шта има природне склоности.
Роберт Овен је јасно и изричито рекао да социјализам треба да буде друштво са друштвеном својином.